# My ždёm vas s pobedoj
My ždёm vas s pobedoj (Мы ждём вас с победой) è un film del 1941 diretto da Aleksandr Ivanovič Medvedkin e Il'ja Trauberg.